# Black Like Sunday
Black Like Sunday è un album in studio del gruppo musicale statunitense King's X, pubblicato nel 2003 dalla Metal Blade.

## Tracce
1. Black Like Sunday – 3:31
2. Rock Pile – 3:31
3. Danger Zone – 3:23
4. Working Man – 3:49
5. Dreams – 2:53
6. Finished – 4:08
7. Screamer – 4:21
8. Bad Luck – 3:26
9. Down – 4:26
10. Won't Turn Back – 2:36
11. Two – 2:48
12. You're the Only One – 3:42
13. Johnny – 11:36
14. Save Us – 2:00

## Formazione

### Gruppo
- Doug Pinnick – voce, basso
- Ty Tabor – voce, chitarra
- Jerry Gaskill – voce, batteria